# Maureillas-las-Illas
Maureillas-las-Illas település Franciaországban, Pyrénées-Orientales megyében. Lakosainak száma 2859 fő (2022. január 1.). Maureillas-las-Illas Agullana, La Jonquera, La Vajol, Le Perthus, Maçanet de Cabrenys, Céret, Saint-Jean-Pla-de-Corts, Les Cluses és Le Boulou községekkel határos.

## Földrajz

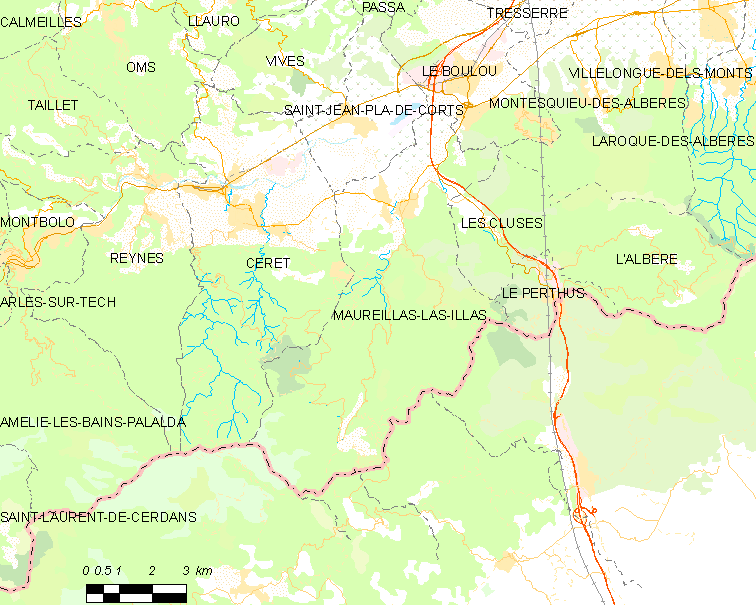
Maureillas-las-Illas és környéke

## Népesség
A település népességének változása:
| Lakosok száma | 2673 | 2596 | 2607 | 2544 | 2561 | 2568 | 2665 | 2762 | 2859 |
|               | 2013 | 2015 | 2016 | 2017 | 2018 | 2019 | 2020 | 2021 | 2022 |